# Veronica Grigoraș
Veronica Grigoraș (n. 2 octombrie 1962, satul Ciuciulea,  raionul Glodeni) este o actriță de teatru și film din Republica Moldova. 

## Biografie
Veronica Grigoraș (Grigorașenco) s-a născut la data de 2 octombrie 1962 în satul Ciuciulea (raionul Glodeni). A studiat arta actorului la Școala teatrală "B.Sciukin" din Moscova (1980-1983) și la Institutul de Arte "G. Musicescu" din Chișinău (1990-1992), specializarea actriță de teatru și film. 
A debutat pe marele ecran la studioul "Moldova-film" în anul 1984 în filmul "În zorii revoluției". Rolul său de succes a fost rolul Maria din filmul "Tunul de lemn" (1986).

## Filmografie
- În zorii revoluției (1984) - tânăra săteancă
- Tunul de lemn (1986) - Maria
- Luceafărul (episod, 1986)
- Adio, viață de holtei (1989) - Violeta
- Troița (1991) - Margareta
- Codrii (1992) - Irina Negară
- Găoacea (1993) - Maria
- Farfurii zburătoare (studioul ”Sarmis”, 1993) - Anica